# Афазия
Афа́зия или афази́я (от др.-греч. ἀ- — отрицательная частица и φάσις — проявление, высказывание) — это локальное отсутствие или расстройство уже сформировавшейся речи (в отличие от алалии) с нарушением производства или восприятия речи при сохранении слуха. Возникает при органических поражениях речевых отделов коры (и «ближайшей подкорки» — по выражению А. Р. Лурии) головного мозга в результате перенесённых травм, опухолей, инсультов, воспалительных процессов и при некоторых психических заболеваниях. Афазия затрагивает различные формы речевой деятельности.

## Причины
Чаще всего афазия возникает вследствие инсультов: ишемического и геморрагического (наиболее часто при смешанной и тотальной форме). Также причинами афазийного расстройства могут быть:
- опухоли головного мозга;
- трепанация черепа и другие вмешательства в черепную коробку;
- энцефалит и другие воспалительные процессы мозга;
- прогрессирующие заболевания ЦНС;
- разного рода черепные травмы.

## Классификация афазий
Существуют различные классификации афазий (Вернике-Лихтгейма; Лурии). В России наибольшее распространение получила классификация А. Р. Лурии.
Типы афазий
- Афазия Брока, или эфферентная моторная афазия (efferentis — выносящий; эфференты — конечная часть рефлекторной дуги) впервые описана Полем Брока в 1861 году. Она возникает при поражении нижних отделов премоторной коры левого полушария мозга (двигательный речевой центр (центр Брока)). Она вызывает распад грамматики высказывания (телеграфный стиль высказываний) и трудность переключения с одного слова (или слога) на другое вследствие инертности речевых стереотипов. Наблюдаются литеральные парафазии (замещения одних звуков другими), грубые нарушения чтения и письма.
- Динамическая афазия проявляется в невозможности построения внутренней программы высказывания и её реализации. А. Р. Лурия полагал, что в основе этой формы афазии лежит распад внутренней речи. Эта форма возникает вследствие поражения префронтальной области левого полушария (у правшей).
- Афферентная моторная афазия (от afferentis — привносящий; афференты — нервные окончания) . Возникает при поражении задне-центральной и теменной областей коры. Для таких больных характерно нарушение звена выбора звука. Первичный дефект заключается в неразличении близких по артикуляции звуков. Они смешивают артикулемы внутри группы (халат-хадат, слон-снол). Нарушаются кинестетические ощущения от органов артикуляции. Ведущий дефект — невозможность найти точные артикуляционные позы и уклады для произнесения слова.
- Афазия Вернике, или сенсорная афазия. В её основе лежит нарушение фонематического слуха, различение звукового состава слов. При акустико-гностической афазии наблюдается утрата способности понимания звуковой стороны речи.
- Амнестическая афазия проявляется при поражении теменно-височной области. Дефект заключается в трудности называния предметов, хотя больной знает их значение и употребление. Например, при показе пациенту ключа, он не может его назвать, но отвечает, что это то, чем открывают и закрывают замок, либо делает ключом вращательные движения[5]. Наблюдаются вербальные парафазии, амнестические западения. Некоторые исследователи[кто?] считают различение этих трёх форм афазии сугубо теоретическим.
  - Акустико-мнестическая афазия. В её основе лежит нарушение объёма удержания слухоречевой информации, сужение объема и тормозимость слухоречевой памяти. В основе оптико-мнестической афазии лежит нарушение зрительной памяти, слабость зрительных образов слов, она проявляется в трудности называния слов. Эта форма афазии и афазия Вернике могут рассматриваться в рамках амнестической афазии, картина которой схожа с проявлениями этих форм.
  - Оптико-мнестическая афазия
- Номинальная афазия, близкая к вышеописанной амнестической, проявляется в затруднении называния предметов и является одним из симптомов болезни Альцгеймера.
- В основе семантической афазии лежат дефекты симультанного анализа и синтеза речи (одновременного схватывания информации). Ведущим дефектом для этой формы является нарушение понимания сложных логико-грамматических конструкций, описывающих пространственные и квазипространственные отношения.

В рамках упрощённой классификации можно выделить «моторную афазию» — когда пациент не может говорить, хотя понимает устную речь, и «сенсорную афазию», когда он не понимает речь, хотя может произносить слова и фразы.
В целом речь афазиков характеризуется бедностью лексики, они редко употребляют прилагательные, наречия, описательные обороты, почти не используют и не понимают пословицы, поговорки.
Афазии изучаются в рамках логопедии, нейропсихологии и психолингвистики (нейролингвистики).